# Johannes XXIII. (Greifensee)

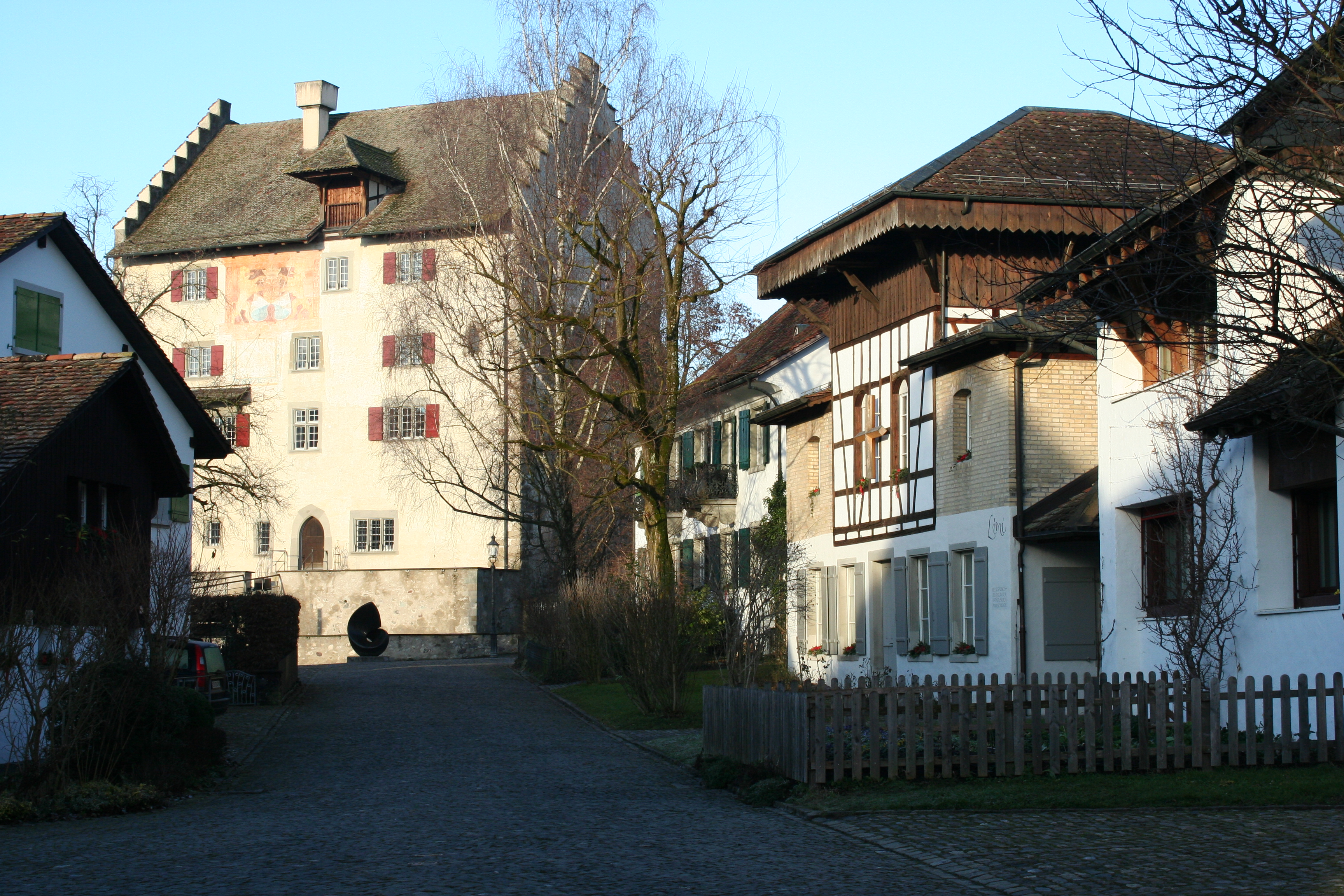
Rechts: katholische Kirche in Greifensee im Gebäude Limi, links das Schloss Greifensee

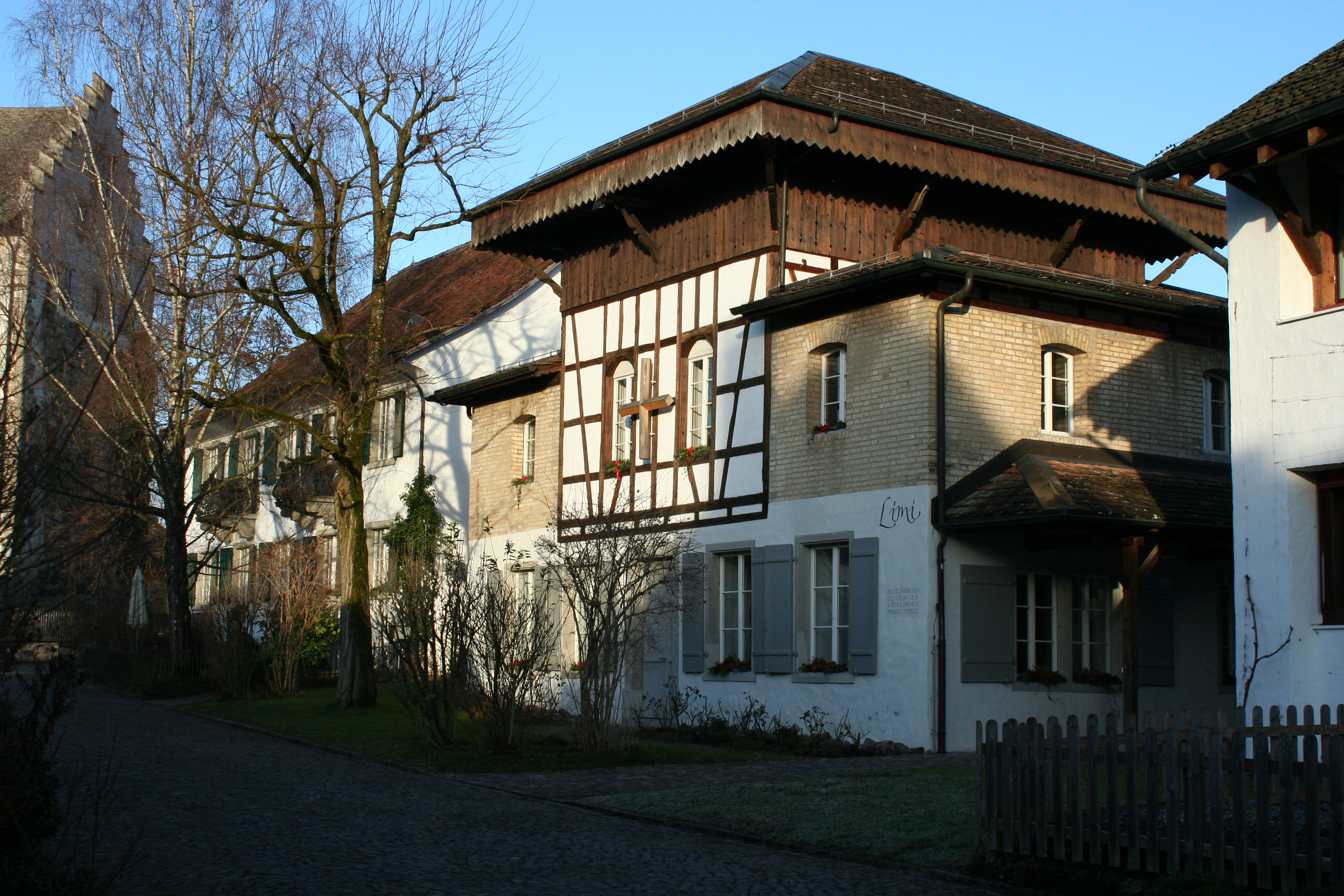

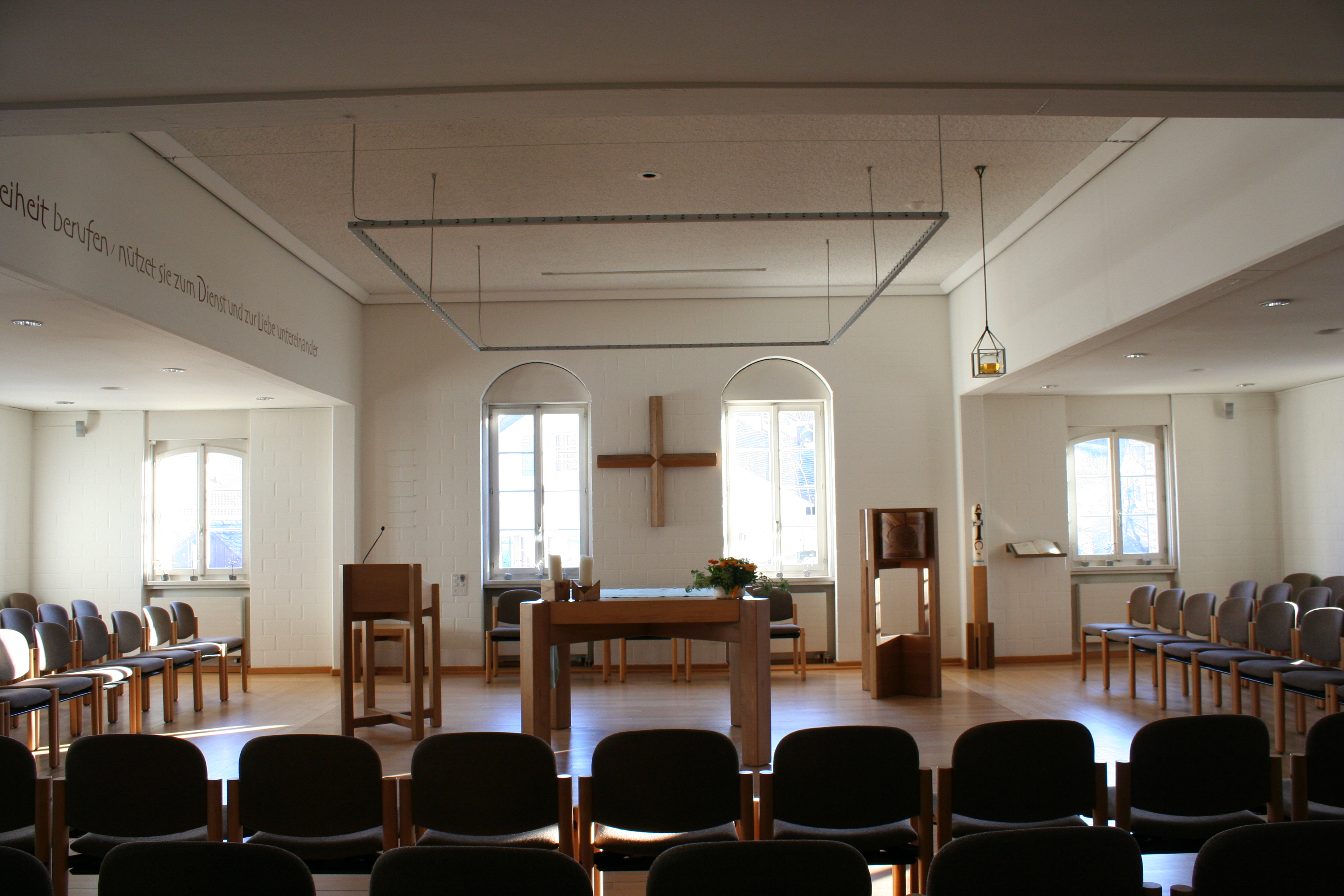
Altarraum

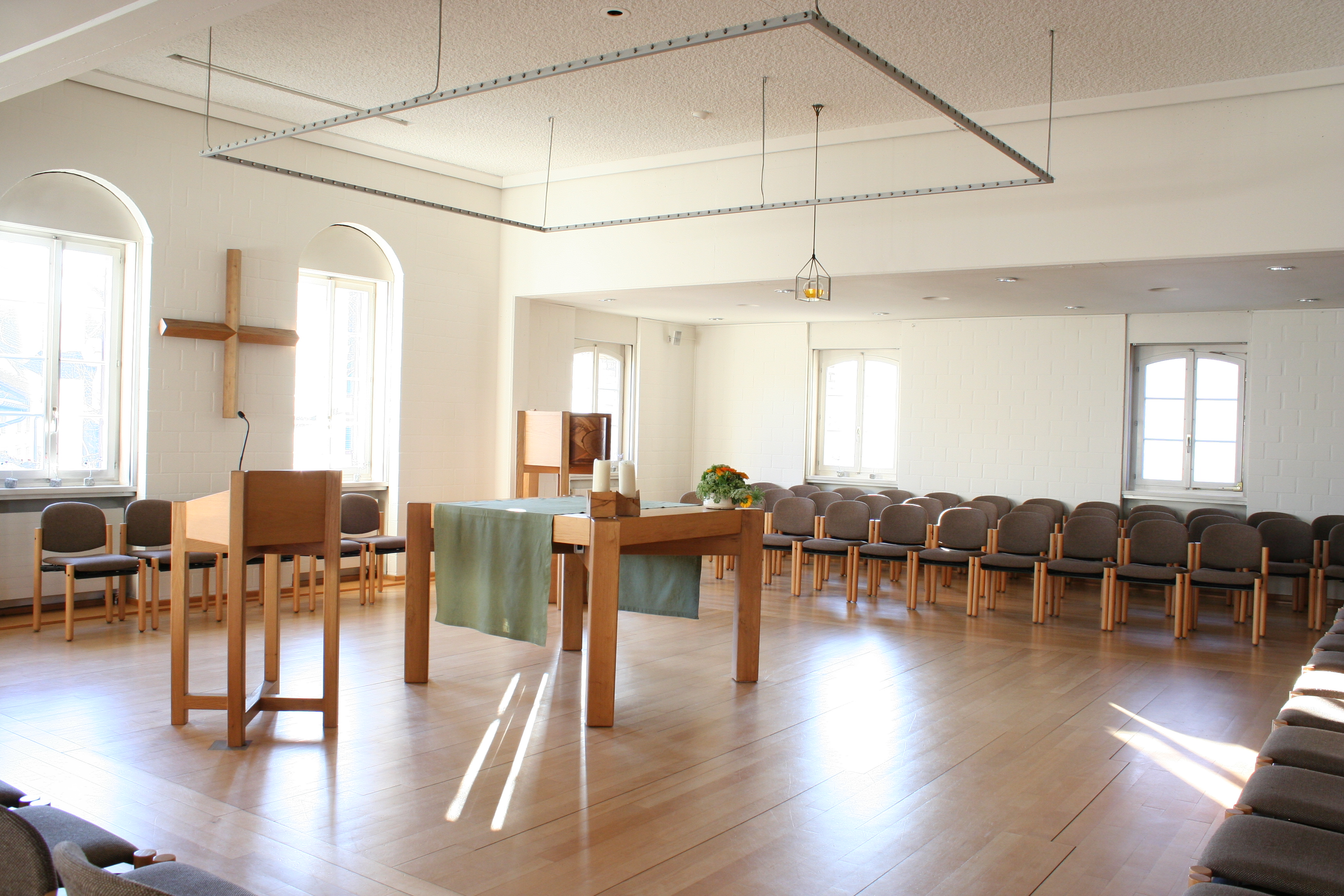

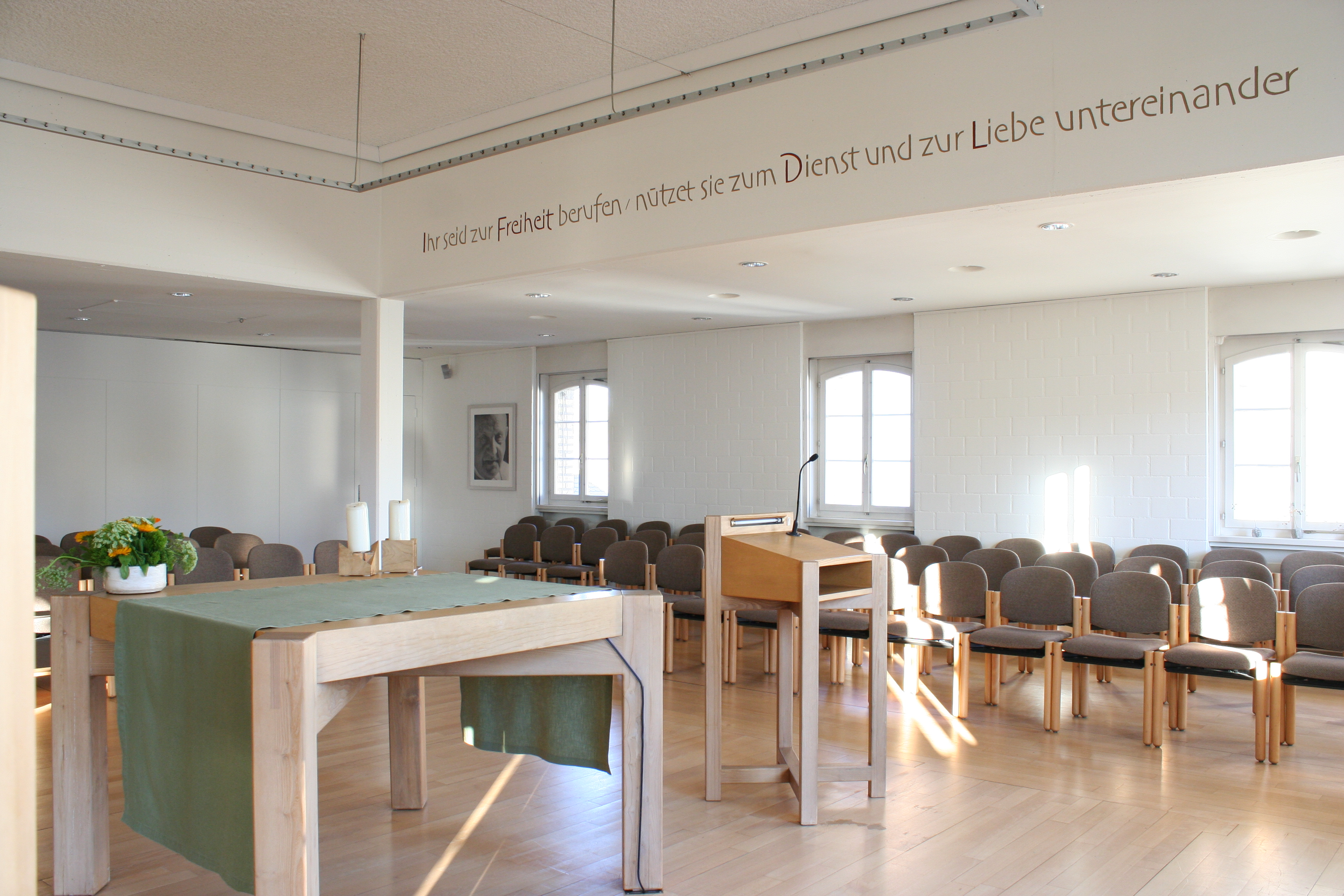
Altarraum mit Galater-Spruch

Die römisch-katholische Kirche Johannes XXIII. befindet sich in der Limi, einem historischen Gebäude im Städtchen Greifensee (Kanton Zürich). In diesem Kirchenbau wurde das Gedankengut des Zweiten Vatikanischen Konzils auf besondere Weise umgesetzt.

## Geschichte

### Vorgeschichte
Im Jahr 1350 wurde in Greifensee die St.-Gallus-Kapelle erbaut, welche in den östlichen Winkel der dreiecksförmigen Wehrmauer des Städtchens integriert wurde und im eigenen Grundriss den ungefähren Grundriss des Städtchens in der Mitte des 14. Jahrhunderts wiederholt. Nach der Reformation in Zürich wurde die St.-Gallus-Kapelle als reformierte Kirche des Städtchens verwendet. Bis zum Anfang des 19. Jahrhunderts waren katholische Gottesdienste im Kanton Zürich verboten. Das Toleranzedikt des Zürcher Regierungsrats vom 10. September 1807 erlaubte erstmals wieder eine katholische Gemeinde in Zürich. Das sog. Erste zürcherische Kirchengesetz im Jahr 1863 anerkannte die katholischen Kirchgemeinden neben Zürich auch in Winterthur, Dietikon und Rheinau (die letzten beiden waren traditionell katholisch geprägte Orte). Auf Grundlage des Vereinsrechts konnten daraufhin im ganzen Kanton katholische Niederlassungen gegründet werden. Mit Hilfe von Fördervereinigungen wie dem Piusverein (gegr. 1857) und der Katholischen Gesellschaft für inländische Mission (gegr. 1863) entstanden in den 1860er Jahren in kurzer Folge weitere Seelsorgestationen und spätere Pfarreien im Kanton Zürich: Männedorf (1864), Gattikon-Thalwil/Langnau (1864), Horgen (1865), Pilgersteg-Rüti/Wald (1866), Wald und Bubikon (1873), Uster (1876), Langnau (1877), Rüti (1878), Wädenswil (1881), Bülach (1882), Wetzikon (1890), Bauma (1894), Adliswil (1894), Pfungen (1895), Dübendorf (1897) und Küsnacht (1901). So kam es, dass um 1900 im Kanton Zürich bereits 20 katholische Pfarreien existierten, unter anderem auch die Pfarrei St. Andreas in Uster, aus der in der zweiten Hälfte des 20. Jahrhunderts das Pfarrrektorat Johannes XXIII. in Greifensee entstanden ist.

### Theologische Hintergründe und Namensgebung
Die Entstehung der katholischen Gemeinde in Greifensee ist stark mit dem Gedankengut des Zweiten Vatikanischen Konzils verknüpft. In der Folge des Konzils begann man, den katholischen Gottesdienst als Gemeinschaftsgeschehen zu verstehen. Die Altäre wurden umgestellt, sodass der Priester nicht mehr mit dem Rücken zur Gemeinde auf Latein die Messe las, sondern gemeinsam mit dem Volk in der jeweiligen Landessprache die Eucharistie feierte. Um die räumliche Nähe von Gemeinde und Priester zu erreichen, wurden die Kirchen angepasst, im Kanton Zürich z. B. in der Kirche St. Franziskus Wollishofen, wo die Ausrichtung der Kirche im Jahr 1973 um 90 Grad gedreht wurde, sodass aus dem Längsbau ein Querbau wurde. Bei Neubauten von Kirchen achtete man darauf, die theologischen Grundsätze des Zweiten Vatikanums in der Konzeption des Kirchenbaus umzusetzen. Die Kirche Johannes XXIII. in Greifensee ist dafür ein exemplarisches Beispiel. Aus diesem Grund gab sich die Gemeinde auch den Namen desjenigen Papstes, der das Zweite Vatikanische Konzil initiiert hatte: Johannes XXIII.

### Entstehungs- und Baugeschichte
Während in anderen Orten des Zürcher Oberlands im Zuge der Industrialisierung bereits im 19. Jahrhundert immer mehr katholische Arbeiter zuwanderten und der Aufbau katholischer Gemeinden vordringlich erschien, konnte Greifensee bis ins 20. Jahrhundert seinen ländlichen Charakter mitsamt alteingesessener reformierter Bevölkerung weitgehend erhalten. So hatte Greifensee im Jahr 1930 etwa 300 Einwohner, wovon lediglich 8 Katholiken waren. Als jedoch nördlich vom Städtchen Greifensee ab den 1960er Jahren eine rege Bautätigkeit einsetzte, erhöhte sich auch die Anzahl katholischer Einwohner von 57 im Jahr 1966 über 271 im Jahr 1968 und 744 im Jahr 1970 auf 1216 im Jahr 1974. Mit Erlaubnis des Pfarrers von Uster begannen engagierte Katholiken, ab dem Jahr 1969 in Greifensee ein eigenständiges Pfarreileben zu entwickeln. So wurde ab dem Jahr 1969 der Religionsunterricht in Greifensee selbständig organisiert und es fanden im Landenbergsaal regelmässige katholische Gottesdienste statt. Da das Geld für einen eigenen Seelsorger fehlte und die Pfarrei Uster keine Kapazitäten hatte, organisierten die Katholiken von Greifensee ihre Gemeindeleben selbst. Im Jahr 1974 ernannte der Bischof von Chur, Johannes Vonderach, Greifensee zum Pfarrrektorat und die Kirchgemeinde Uster bewilligte eine Teilzeitstelle für einen Seelsorger für Greifensee. In den Jahren 1984–1985 wurde die Limi nach Plänen des Architekten Germann zum Pfarreizentrum samt Kirche umgebaut.
Zusammen mit der Pfarrei Bruder Klaus Volketswil und der Pfarrei St. Andreas Uster gehört das Pfarrrektorat Johannes XXIII. zur Kirchgemeinde Uster, welche mit ihren 14'601 Mitgliedern (Stand 2021) nach derjenigen von Winterthur die zweitgrösste katholische Kirchgemeinde des Kantons Zürich ist.

## Baubeschreibung

### Äusseres
Mitten im Städtchen Greifensee gelegen, befindet sich die Limi nur wenige Meter von der einst katholischen St.-Nikolaus-Kapelle entfernt, die heute als reformierte Kirche genutzt wird. Von aussen ist der einstigen Leimsiederei mit Trockenturm nicht anzusehen, dass sich im Innern eine Kirche mit zugehörigem Pfarreizentrum befindet. Das zweistöckige Gebäude besitzt Backsteinmauern, die im Erdgeschoss verputzt sind, und ab dem Obergeschoss in seiner Mitte einen breiten, aber gedrungenen Turm, der in Riegelhaus-Bauweise errichtet wurde. In der Mitte des Turmes ist an der Fassade ein Holzkreuz von Primo Lorenzetti angebracht, das auf die christliche Ausrichtung des Gebäudes verweist. Auf der rechten Seite der Limi gelangt man durch eine unscheinbare Tür ins Innere des Zentrums.

### Innenraum und künstlerische Ausstattung
Im Erdgeschoss befinden sich verschiedene Räumlichkeiten, die für pfarreiliche Anlässe Verwendung finden. Über eine Treppe gelangt man ins Obergeschoss, wo sich die Kirche Johannes XXIII befindet. Es handelt sich um einen rechteckigen Raum mit grossen Fenstern, die das Tageslicht ins Innere der Kirche einlassen. Der mittlere Bereich des Raumes weist eine etwas höhere Decke auf. Säulen tragen die Last des Turmes. Im Zentrum des Raumes befindet sich der Altarbereich, der jedoch durch keine Erhöhung vom Kirchenboden abgehoben ist. Auf diese Weise wird die Gleichrangigkeit von Priester und Gemeinde ausgedrückt. Als Zeichen dafür, dass die Eucharistie die Mitte der Gemeinde ist, sind die Stühle für die Gottesdienstbesucher im Halbkreis um den Altar aufgestellt. Der Boden, der Altar und der Ambo bestehen aus unterschiedlichen Holzarten. Dies drückt die Verbundenheit der Gemeinde mit der Schöpfung aus. Dadurch, dass die Fenster nicht mit Buntglas bestückt wurden, entsteht eine direkte Sicht vom Kircheninnern nach draussen. Die unmittelbare Nähe der katholischen Kirche zur reformierten Kirche und zum Schloss Greifensee unterstreicht den Wunsch der Gemeinde nach Verbundenheit mit den anderen christlichen Gemeinschaften und der Bereitschaft, sich als katholische Kirche in der Gesellschaft zu engagieren.

### Kunstwerke und deren Symbolik
Der Kunstschreiner Primo Lorenzetti schuf mit der Kirche Johannes XXIII. ein Gesamtkunstwerk, dessen einzelne Elemente sich miteinander durch ihre Symbolik verbinden. Vor der Eingangstür zur Kirche im ersten Stock befindet sich das Weihwasserbecken. Eine metallene Halbkugel birgt eine Glasschale, in der sich das Weihwasser befindet. Wie alle anderen auf dem Boden stehenden Elemente der Innenausstattung besteht auch dieses Objekt aus zwei Holzarten: Die senkrechten Teile sind aus Ulmenholz, die waagerechten Teile aus Esche gefertigt. In der Mitte der Frontwand hängt ein gleichschenkliges Kreuz, das seine Entsprechung im Fassadenkreuz an der Aussenwand der Kirche findet. Auf der Seite des Altarbezirks steht an der Wand ein Zitat aus dem Galaterbrief (Gal 5, 13): „Ihr seid zur Freiheit berufen – nutzt sie zum Dienste und zur Liebe untereinander.“ Der Altar ist ein einfacher Holztisch, der den Abendmahlscharakter der Eucharistiefeier unterstreicht. Die Konstruktion des Tisches und aller liturgischen Möbel beruhen auf dem Quadrat, dem Kreis und der unendlichen Zahlenreihe Pi. Das Quadrat „ist das Symbol des Festen, Unveränderlichen und der Ewigkeit. Der Kreis hingegen ist die einfachste Form der Darstellung des Unendlichen, des Ewigen.“

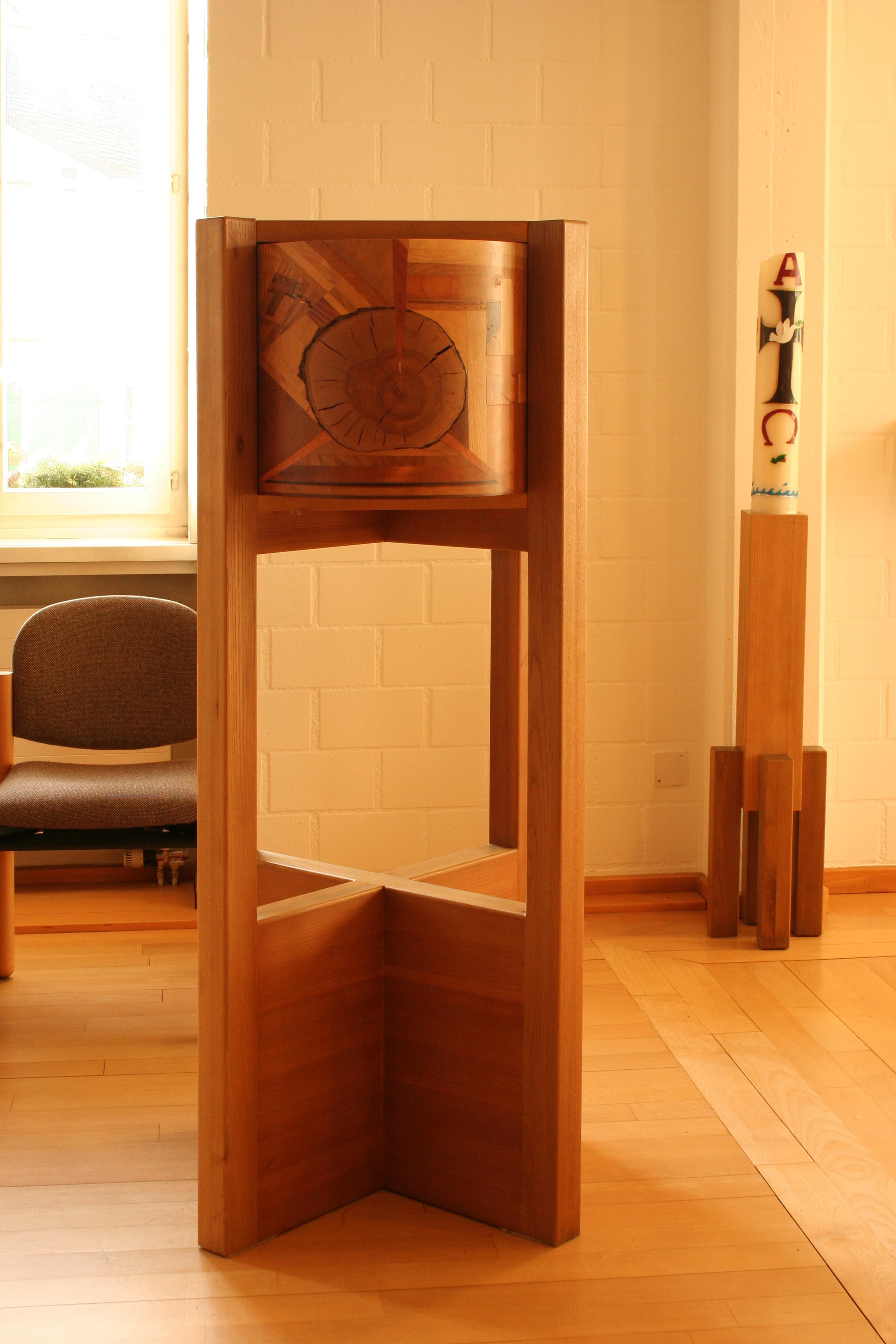
Tabernakel von Primo Lorenzetti
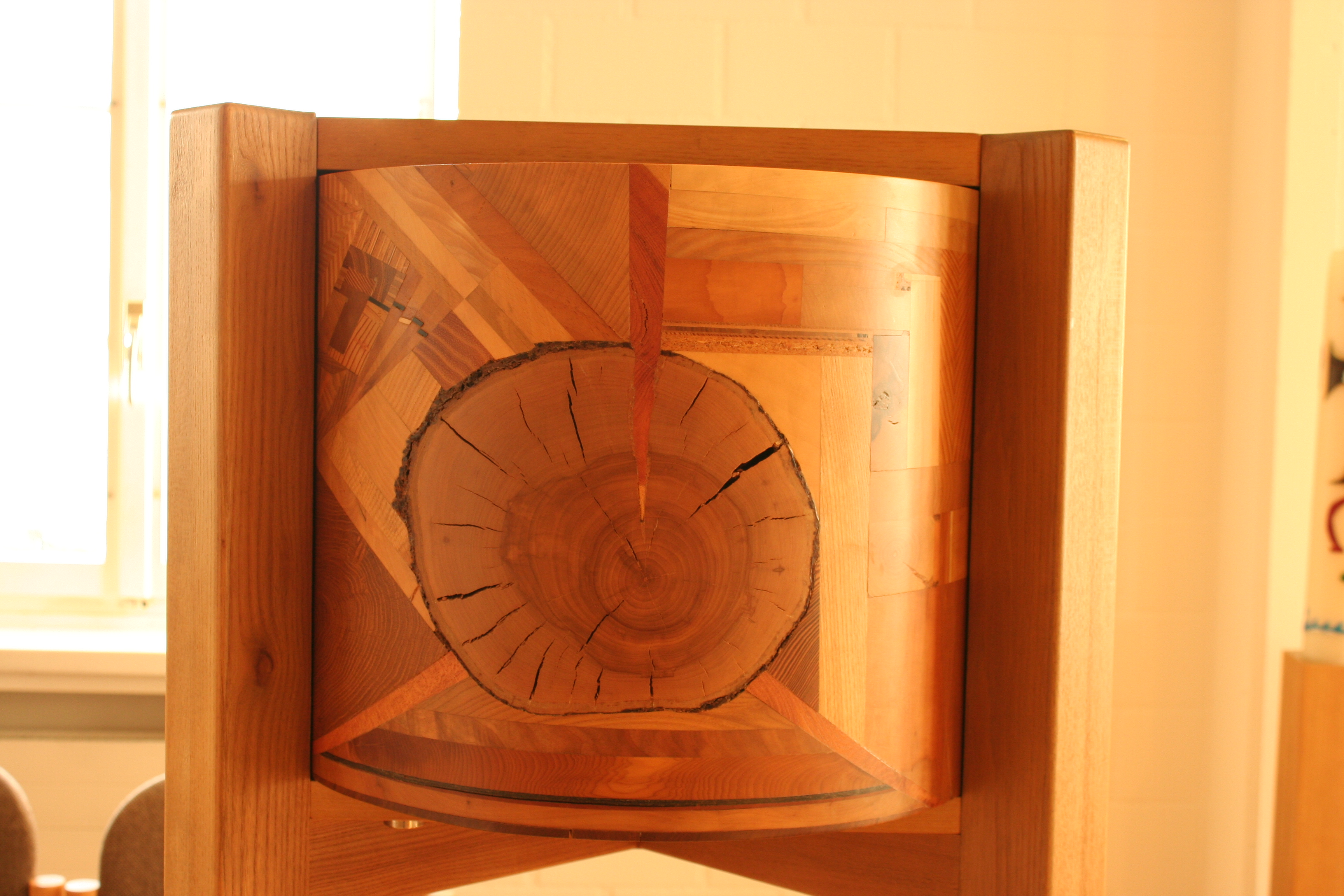
Blockintarsie am Tabernakel
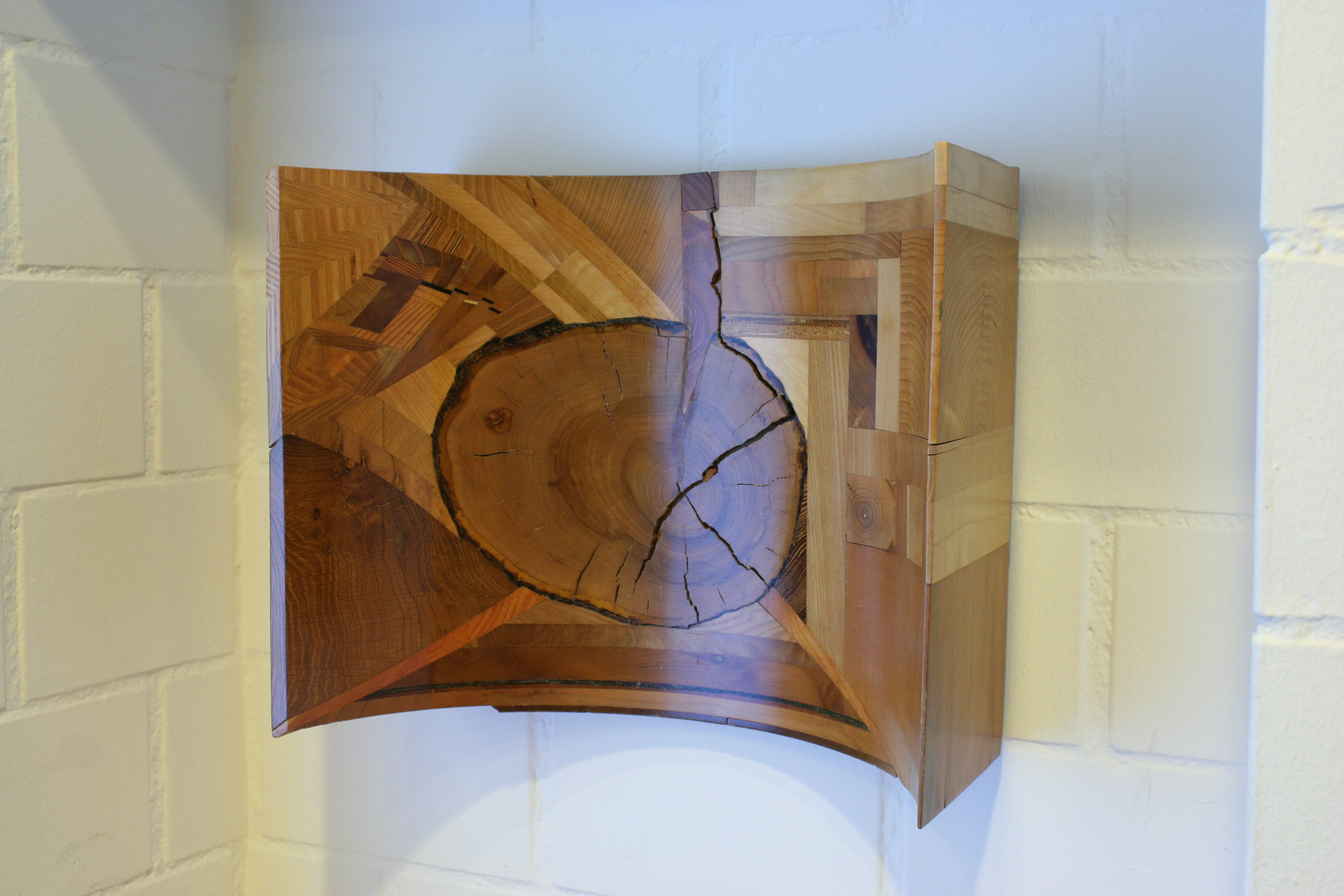
Das Negativ der Blockintarsie
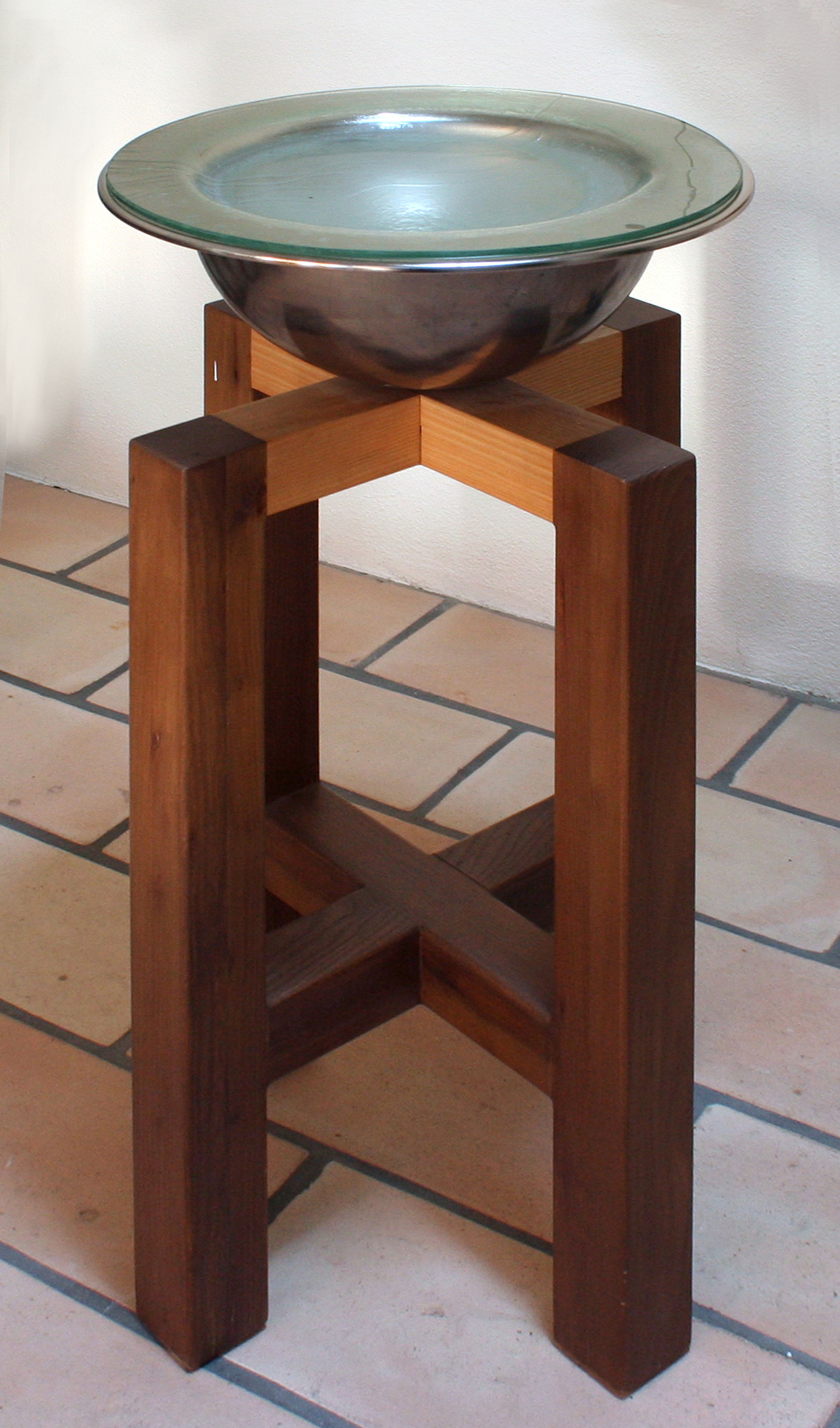
Weihwasserbecken
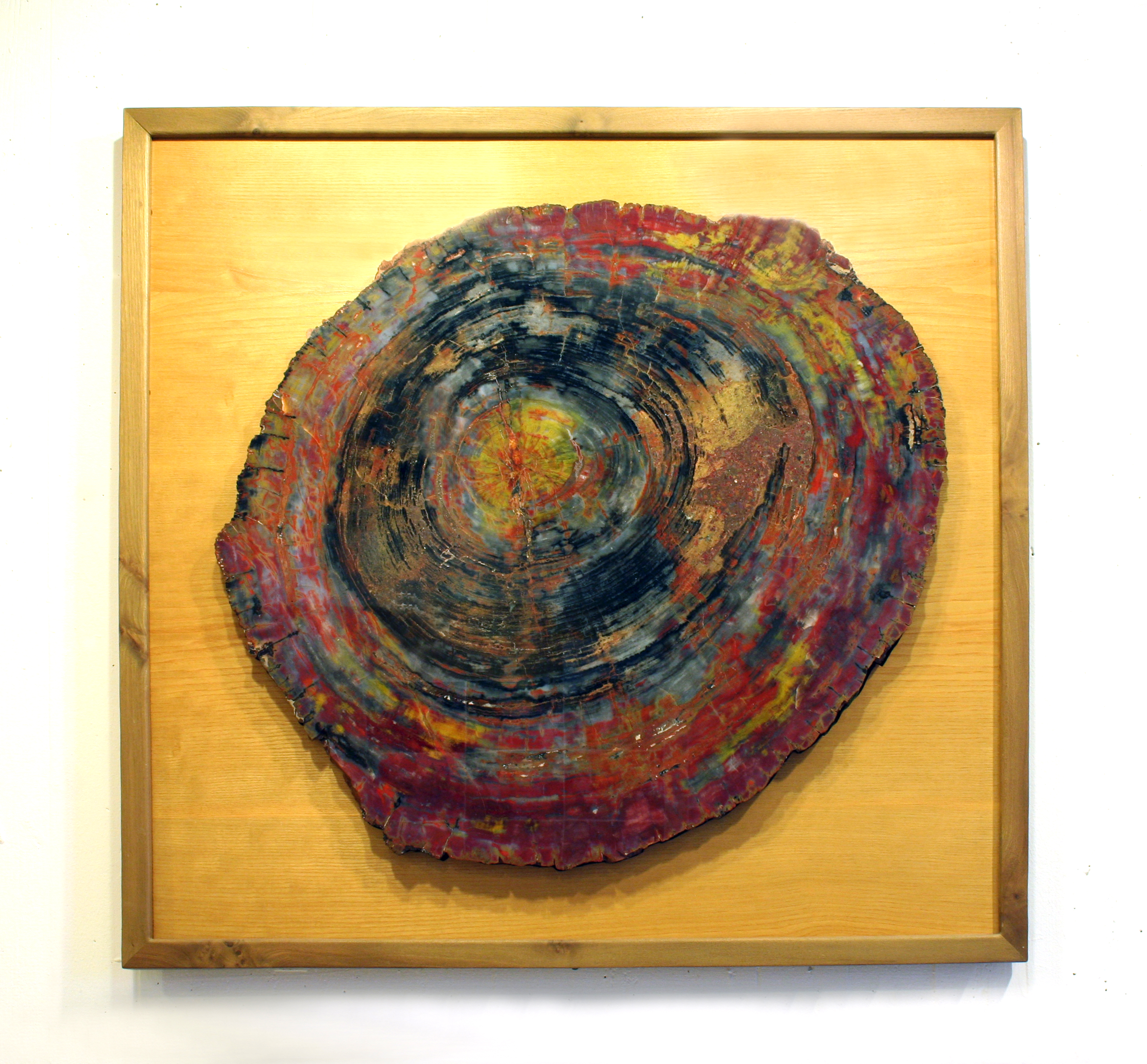
Versteinerte Baumscheibe

Auf der linken Seite des Altares befindet sich der Tabernakel, der ebenfalls wie der Altar und die beiden Kerzenleuchter von Primo Lorenzetti gefertigt wurde. Auch beim Tabernakel ist die Verbindung von Quadrat und Kreis zu erkennen. Die Frontseite des Tabernakels besteht aus einer Blockintarsie aus verschiedenen Hölzern. Im Zentrum ist der Baumstamm eines Apfelbaumes aus dem Zürcher Oberland zu erkennen, welcher das Paradies symbolisiert. Von oben her stösst ein Christusdorn in dessen Mitte vor. Zwei weitere Christusdornstrahlen führen in den Aussenbereich der Blockintarsie. Die drei Christusdornstrahlen verweisen in ihrer Dreizahl auf die Trinität und erinnern an das Meditationsbild des Hl. Bruder Klaus. Das Ewige Licht besteht aus einem Kugelgefäss, welches wiederum von einem Kubus (bestehend aus sechs Quadraten) umfasst wird. Dieses Gebilde wird von Metallfäden, welche zusammen ein Dreieck bilden, an der Decke gehalten. „Kugel als Symbol der Vollkommenheit, des Göttlichen und die Quadraten des Kubus, Zeichen für das Irdische, verschmelzen im Ewigen.“ Auch die Materialien im Raum haben eine klare Sprache: Alles, was auf dem Boden steht, besteht aus den warmen Farben des Holzes. Im Gegensatz dazu sind alle anderen Raumelemente in Weiss gehalten. Dadurch erhält der Raum einen für katholische Kirchen seltenen Charakter: Die Farbe Weiss lässt den Raum „hell statt mystisch erscheinen, die Holzelemente geben dem Raum etwas Bergendes.“ Die gesamte Kirche erinnert in ihrer Gestaltung als einfacher Raum an die Gottesdienstorte der Urkirche in Wohnhäusern.
Im Jahr 2012 erwarb die Gemeinde ein Lichtkreuz des Künstlers Ludger Hinse, das während der Advents- und Weihnachtszeit sowie während der Osterzeit an der Wand hinter dem Altar angebracht ist.

### Orgel
An der Rückwand der Kirche befindet sich eine Orgel, die mit einer Schranktür verschlossen werden kann. Sie wurde von der Orgelbaufirma Kuhn im Jahr 1973 erbaut. 
| Manual C– |           |    |
| 1.        | Gedackt   | 8′ |
| 2.        | Principal | 4′ |
| 3.        | Rohrflöte | 4′ |
| 4.        | Octave    | 2′ |
| 5.        | Quinte    |    |

| Pedal C– |         |     |
| 6.       | Subbass | 16′ |

- Koppeln: I/P

Alle Register sind geteilt bei h0 / c1.